# Negrenii de Câmpie
Negrenii de Câmpie (węg. Feketelak) – wieś w Rumunii, w okręgu Marusza, w gminie Band. W 2011 roku liczyła 147 mieszkańców.